# Burg Wangen (Stuttgart)
Die Burg Wangen, auch Lehenbühl auf dem Rennweg genannt, ist eine abgegangene Höhenburg auf dem Rücken zwischen Neckar und dem Dürrbach 800 m südwestlich von Wangen, einem heutigen Stadtteil von Stuttgart in Baden-Württemberg.
Von der um 1604 als Burgstall bezeichneten ehemaligen Burganlage ist nichts mehr erhalten.